# Gárgula Cinzento
Gárgula Cinzento (The Grey Gargoyle, no original) é um super-vilão fictício, das histórias em quadrinhos norte-americanas da Marvel Comics, alter-ego do cientista Paul Pierre Duval. Teve sua primeira aparição em agosto de 1964, primitivamente como inimigo do Deus do Trovão - Thor.

## Biografia do personagem
Paul Pierre Duval era um químico francês, assistente num laboratório, que adquiriu seus poderes ao derramar sobre si uma mistura desconhecida, acidentalmente. Passou então a possuir um corpo de granito vivo, e seu toque poderia transformar tudo em pedra, dedicou-se então ao crime. Duval vivia entediado e buscava um novo objetivo: a imortalidade. Auto-nomeando-se Gárgula Cinzento, encontra-se e luta contra Thor, acreditando que seu martelo - Mjolnir, seja o segredo para sua imortalidade. Mas o deus do Trovão o derrota, no primeiro confronto e em um novo, ocorrido meses depois.
O Gárgula Cinzento vem a enfrentar ainda vários super-heróis, como o Homem de Ferro, o Capitão América, Falcão, Nick Fury, Homem-Aranha e novamente Thor, desta feita no espaço infinito. Ele retorna à Terra para lutar contra Os Vingadores e, anos depois, como integrante dos Mestres do Mal (Masters of Evil). Depois de ter um plano anulado pelo Homem de Ferro, o Gárgula é usado pelo Doutor Destino para neutralizar o Incrível Hulk, sendo humilhado por este, que lhe quebra um dos braços. 
O Gárgula Cinzento ataca, mais tarde, a Mulher-Hulk e então o Coisa, que transforma em pedra, sendo derrotado pelo restante do Quarteto Fantástico. Essa transformação temporária permite ao Coisa controlar sua transformação em forma humana e a forma pétrea. Depois de outro embate contra Thor, o Gárgula Cinzento foi preso, e mais tarde é visto como um fugitivo da prisão de Raft.
Em sua mais recente aparição o Gárgula Cinzento enfrentou a Mulher-Aranha, quando foi derrotado e retornou à prisão.

## Poderes e habilidades
Originalmente, Duval derramou a desconhecida mistura química-orgânica em sua mão direita, fazendo com que esta se tornasse uma mão de pedra-viva. Duval também adquiriu a habilidade para transformar instantaneamente qualquer substância em granito apenas pelo toque com aquela mão. Não se pode definir se foi uma evolução dos seus poderes, ou mesmo um erro artístico, o Gárgula aparece usando a mão esquerda para usar deste poder de transformação. Assim como o supervilão Rei Midas, Duval não possuía qualquer controle sobre o resultado do seu toque.
Usando seu toque transformador, Duval pode transformar-se num ser de pedra vivo, ao tempo em que adquire uma força sobre-humana e grande resistência e dureza. Mas Duval não é invulnerável, uma vez que teve um dos seus braços quebrados pelo Incrível Hulk.
Seu toque tem o poder de transformar uma certa quantidade de massa em pedra, durante o tempo de uma hora. Enquanto empedrada, a substância tem a dureza aproximada do granito.

## Outras Mídias
- Aparece em episódios do segmento Thor em The Marvel Super Heroes, desenho dos anos 60.

- O Gárgula Cinzento apareceu em 1994, no desenho animado Iron Man;

- Aparece também no Video-game Marvel: Ultimate Alliance, sendo dublado por Tom Kane.